# Науменко, Степан Иванович
Степан Иванович Науменко (7 января 1920, Злынка, Елисаветградский уезд — 20 ноября 2004, Подольск, Московская область) — советский лётчик-ас, Герой Советского Союза. Участник Великой Отечественной войны и Корейской войны. В годы Корейской войны заместитель командира эскадрильи по лётной части 29-го гвардейского Волховского истребительного авиационного полка 50-й истребительной авиационной дивизии 64-го истребительного авиационного корпуса, майор. Летал на МиГ-15.

## Биография
Родился в селе Злынка 7 января 1920 года. Окончил девять классов средней школы в 1935 году, работал токарем в трудовой колонии в городе Одессе.
Призван на военную службу в 1937 году. Окончил Ленинградское военное авиационно-техническое училище имени К. Е. Ворошилова в 1939 году. С 1939 года служил авиатехником в 2-м Чкаловском военном авиационном училище (город Чкалов, ныне Оренбург). С 9 ноября 1941 года служил механиком авиационного звена 615-го ночного бомбардировочного авиационного полка (Приволжский военный округ). В составе 615-го ночного ИАП участвовал в боях Великой Отечественной войны с 7 декабря 1941 по 30 апреля 1942 года, полк в том время входил в состав 10-й смешанной авиационной дивизии и ВВС 43-й армии Западного фронта. Участник битвы за Москву и Ржевско-Вяземской операции.
В конце апреля 1942 года был направлен на учёбу в 6-ю Воронежскую авиационную школу первоначального обучения лётчиков, в сентябре 1942 года переведён в Бирмскую военную авиационную школу лётчиков, окончил её в 1943 году. В 1944 году окончил курсы командиров звеньев.
С ноября 1944 года служил командиром звена 195-го истребительного авиационного полка (324-я истребительная авиационная дивизия, Московский военный округ). Полк в то время базировался на одном из аэродромов в Московской области, находился в резерве Ставки Верховного Главнокомандования и в боевых действиях участия не принимал.
После войны служил в ВВС. В 1945 году переведён в 29-й гвардейский истребительный авиационный полк ВВС Московского военного округа, где также командовал звеном. В октябре 1950 года в составе полка принял участие в Корейской войне (50-я истребительная авиационная дивизия). За всё время участия полка в боевых действиях шли ожесточённые воздушные бои, до конца января 1951 года полк сначала в одиночку, а затем совместно с 177-м истребительным авиационным полком противостояли всей авиации США и их союзников в Корее. 4 декабря 1950 года Науменко сбил два американских F-80. 6 декабря шесть МиГ-15 под командованием Науменко заявили о сбитии трех из пяти B-29. Один самолёт записал на свой счёт Науменко (американскими данными потери B-29 в тот день не подтверждаются). 24 декабря звено под командованием Науменко одержало победу над американцами. На счету командира звена два сбитых F-86.
Ко времени завершения участия в боевых действиях (февраль 1951 года) на боевом счету Науменко числилось около 70 боевых вылетов, 10 воздушных боёв и 5 сбитых лично самолётов США (B-29, два F-80 и два F-86), ещё одна заявленная им победа не была засчитана.

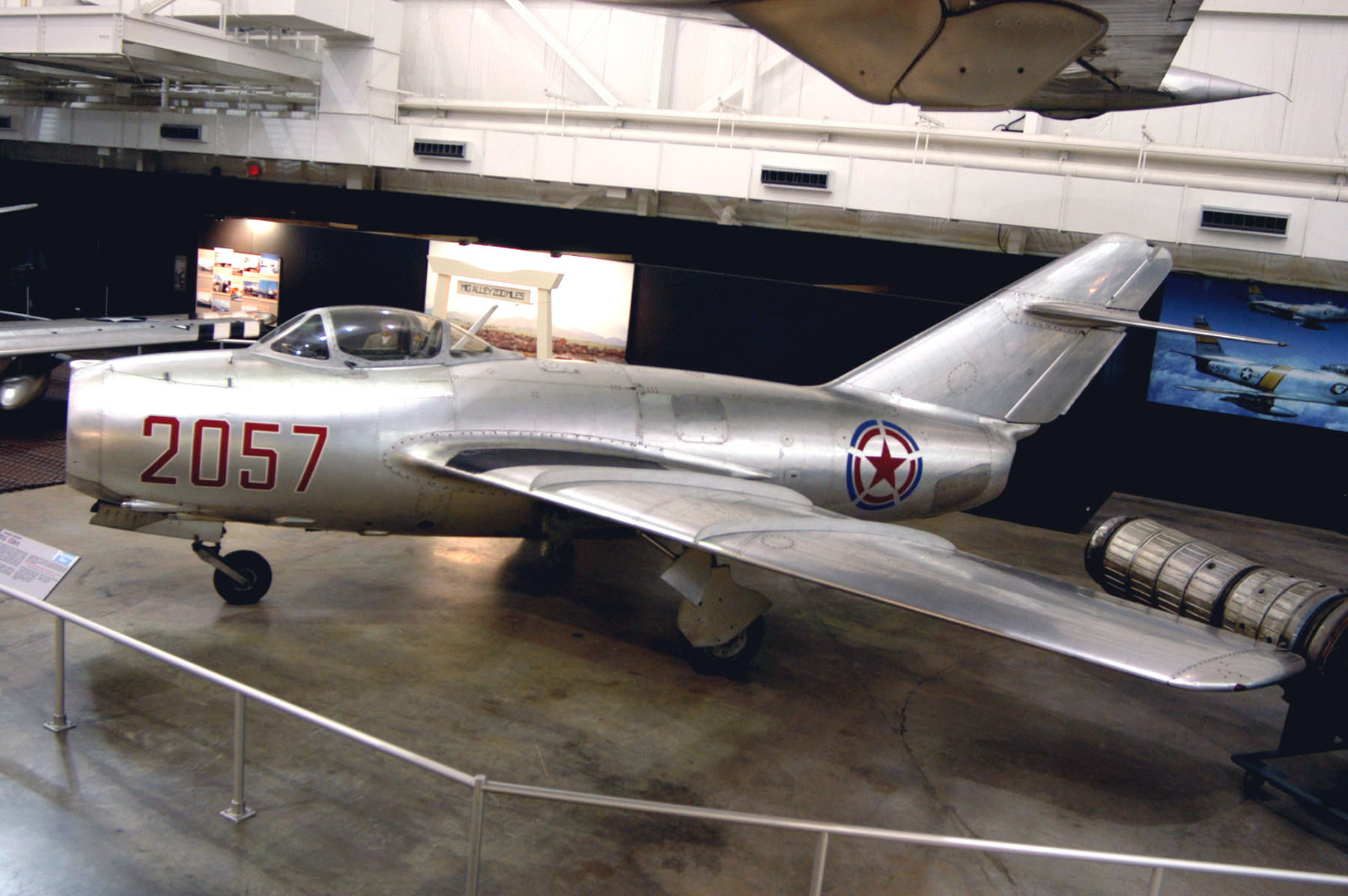
МиГ-15 c опознавательными знаками ВВС Северной Кореи.

Указом Президиума Верховного Совета СССР от 12 мая 1951 года за мужество и отвагу, проявленные при выполнении воинского долга майору Науменко Степану Ивановичу присвоено звание Героя Советского Союза с вручением ордена Ленина и медали «Золотая Звезда» (№ 6634).
В феврале 1952 года полк был выведен в СССР. Науменко продолжил службу и в марте 1952 года направлен на учёбу на Липецких высших офицерских лётно-тактических курсах, которые окончил в октябре 1952 года. С декабря 1952 года командовал эскадрильей 234-го истретительного авиаполка (9-я истребительная авиационная дивизия, Московский военный округ). С февраля 1953 года проходил службу в 32-м гвардейском истребительном авиационном полку: помощник командира полка по тактике воздушного боя, с июня 1957 года — заместитель командира полка по лётной подготовке, с апреля 1958 года — первый заместитель командира полка, а с сентября 1959 по январь 1961 года — командир этого знаменитого гвардейского полка (все эти годы полк дислоцировался на аэродроме Кубинка). С января 1961 года — в распоряжении командующего ВВС Московского военного округа. В марте 1961 года гвардии полковник С. И. Науменко был уволен в запас.
Жил в городе Подольск Московской области. Окончил педагогический институт. Работал в средней школе № 23 Подольска заместителем директора, преподавал физику. Скончался 20 ноября 2004 года. Похоронен на Аллее Героев Подольского городского кладбища.

## Список известных личных побед С. И. Науменко
| № | Дата       | Тип самолёта                | Место боя    |
| - | ---------- | --------------------------- | ------------ |
| 1 | 04.02.1950 | Lockheed F-80 Shooting Star | река Ялуцзян |
| 2 | 04.12.1950 | Lockheed F-80 Shooting Star | река Ялуцзян |
| 3 | 06.12.1950 | Boeing B-29 Superfortress   | Ансю         |
| 4 | 10.12.1950 | Lockheed F-80 Shooting Star | Сенсен       |
| 5 | 24.12.1950 | North American F-86 Sabre   | Сенсен       |
| 6 | 24.12.1950 | North American F-86 Sabre   | Сенсен       |

## Воинские звания
- воентехник 2-го ранга (1939)
- техник-лейтенант (21.02.1942)
- старший лейтенант (1947)
- капитан (1949)
- майор (13.01.1951)
- подполковник (31.12.1951)
- полковник (1960)

## Награды
- Герой Советского Союза (3.12.1951)
- Орден Ленина (3.12.1951);
- Орден Красного Знамени (22.02.1955)
- орден Отечественной войны 1-й степени (11.03.1985);
- 2 ордена Красной Звезды (3.11.1953, 29.04.1954);
- медали, в том числе:

медаль «За боевые заслуги» (20.06.1949).